# Anna Maria Crouch
Anna Maria Crouch, född 1763, död 1805, var en engelsk skådespelare.
Hon hade en framgångsrik karriär på Drury Lane Theatre, där hon debuterade 1781. 
Hon blev även uppmärksammad för det förhållande hon hade med Georg IV av Storbritannien under 1791.